# Dicranella sumatrana
Dicranella sumatrana är en bladmossart som beskrevs av Hugh Neville Dixon 1932. Dicranella sumatrana ingår i släktet jordmossor, och familjen Dicranaceae. Inga underarter finns listade i Catalogue of Life.